# Rock'n'Road
Rock'n'Road é o álbum de estreia da cantora e compositora brasileira Danni Carlos, lançado em 1 de dezembro de 2003 pela gravadora Sony BMG. A artista havia assinado contrato um ano antes, ao ter despertado interesse da gravadora por suas composições, convidando-a para realizar um álbum acústico com 14 versões covers.

## Informações
O álbum marca a estreia de Danni Carlos como cantora, depois de um período viajando pela Europa desenvolvendo seus dons de cantora e trabalhando sua parte como percussionista e música, seguido por um novo período trabalhando como compositora.
O trabalho é composto de 14 versões covers de canções internacionais como "Wherever You Will Go", da banda estadunidense The Calling; "I Was Born to Love You", do cantor Freddie Mercury; "Missing", da banda Everything but the Girl; além de novas versões para "Torn", da cantora australiana Natalie Imbruglia; e "Man! I Feel like a Woman!" da consolidade Shania Twain.
O álbum foi produzido por Rick Ferreira, conhecido por trabalhar no disco de estreia da cantora Pitty, Admirável Chip Novo, além de trabalhar com Ana Carolina, Barão Vermelho e Lulu Santos.

## Recepção da crítica
O site Amazon faz uma pequena revisão e crítica sobre o álbum de Danni Carlos dizendo que apesar da cantora ser brasileira ela "canta em inglês sem um pingo de sotaque", acrescentando ainda:
| “ | Guitarras extremamente bem colocadas, atribuídas a boa voz da cantora. O repertório foi escolhido de forma brilhante, todas as faixas podem ser consideradas melhores ou tão boas quanto as originais. É um daqueles CDs onde é impossível não se apaixonar | ” |

## Lista de faixas
| N.º | Título                                       | Compositor(es)                             | Duração |  |
| 1.  | "Missing"                                    | Thorn, Watt                                | 3:32    |  |
| 2.  | "Torn"                                       | Scott Cutler, Anne Preven, Phil Thornalley | 4:00    |  |
| 3.  | "I Was Born To Love You"                     | Freddie Mercury                            | 3:27    |  |
| 4.  | "You Make Loving Fun"                        | McVie                                      | 3:04    |  |
| 5.  | "I Still Haven't Found What I'm Looking For" | Bono                                       | 4:17    |  |
| 6.  | "Man! I Feel like a Woman!"                  | Robert John "Mutt" Lange, Shania Twain     | 4:01    |  |
| 7.  | "Fire"                                       | Bruce Springsteen                          | 3:17    |  |
| 8.  | "Always on My Mind"                          | Christopher, James, Thompson               | 2:35    |  |
| 9.  | "Wherever You Will Go"                       | Alex Band, Aaron Kamin                     | 3:13    |  |
| 10. | "I Touch Myself"                             | Mark McEntee, William Steinberg            | 2:47    |  |
| 11. | "Coming Around Again"                        | Carly Simon                                | 3:06    |  |
| 12. | "Baby Can I Hold You"                        | Chapman                                    | 3:03    |  |
| 13. | "What's Up?"                                 | Linda Perry                                | 4:46    |  |
| 14. | "Sweet Child o' Mine"                        | Axl Rose, Slash, Izzy Stradlin             | 4:05    |  |

## Desempenho nas paradas

### Posições
| Paradas (2004)                  | Posição |
| ------------------------------- | ------- |
| Brasil - ABPD                   | 4       |
| Brasil - Hot 100 Brasil: Top 30 | 4       |

### Certificações
| País          | Certificação | Vendas  |
| ------------- | ------------ | ------- |
| Brasil - ABPD | Ouro         | 130.000 |

## Histórico de lançamento
| País           | Data                  | Formato              | Gravadora   |
| -------------- | --------------------- | -------------------- | ----------- |
| Brasil         | 1 de dezembro de 2003 | CD, download digital | Sony BMG    |
| Canadá         | 31 de março de 2009   | Download digital     | RCA Records |
| Estados Unidos | 31 de março de 2009   | Download digital     | RCA Records |